# Alejandra Lorente
Alejandra Lorente (27 de marzo de 1981) es una actriz española conocida por su papel de Sara en Mi gemela es hija única y su papel de Sara Gracián en Gran Reserva.

## Filmografía

### Series de televisión
| Año        | Título                    | Personaje                  | Cadena    | Datos         |
| ---------- | ------------------------- | -------------------------- | --------- | ------------- |
| 2006       | El Comisario              | Mujer del hospital         | Telecinco | 1 episodio    |
| 2006-2007  | Amar en tiempos revueltos | Clarisa Arellano de Miguel | TVE       | 40 episodios  |
| 2007       | RIS cíentífica            |                            | Telecinco | 1 episodio    |
| 2008-2009  | Mi gemela es hija única   | Sara Martínez              | Antena 3  | 47 episodios  |
| 2009       | Yo soy Bea                | Tania                      | Telecinco | 39 episodios  |
| 2010-2013  | Gran Reserva              | Sara Martin                | TVE       | 42 episodios  |
| 2013       | Gran Hotel                | Clara                      | Antena 3  | 1 episodio    |
| 2015-2016  | Seis Hermanas             | Carolina García            | TVE       | 309 episodios |
| 2018; 2020 | Servir y proteger         | Nerea Ocaña                | TVE       | 166 episodios |
| 2018       | Sabuesos                  | Eva Larranz                | TVE       | 1 episodio    |
| 2020       | Mentiras                  | Elena Pascual              | Antena 3  | 1 episodio    |

### Cine
- Flow (2014) - mujer de Walter
- El hombre equivocado (2013) - protagonista
- Aquel no era yo (2012) - Paula
- Pudor (2007)
- El efecto Rubik (& el poder del color rojo) (2006)
- Princesas (2005) - como Mamen
- Habana Blues (2005) - no aparece en los créditos

### Doblaje
- Victorious (2010-presente) - como Jade West

### Teatro Musical
- Hermanos de Sangre (2004) Dirección Luis Ramírez - En el Teatro Novedades de Barcelona y en el Festival de Teatro de Funegirola (Málaga).

## Premios y nominaciones (4 & 1)
2012
- Nominada como Mejor actriz en el V Festival de Cortos Villamayor de Cine por "Aquel no era yo"[1]

2013
- Premio a la Mejor actriz en el II Festival de Cortometrajes Isaac Albéniz por "Aquel no era yo"[2]
- Premio a la Mejor actriz en el XIV Festival Internacional de Cortometrajes de Torrelavega por "Aquel no era yo"[3]
- Premio a la Mejor actriz en el II Festival de Cortometrajes Ciudad de Ávila por "Aquel no era yo"[4]
- Premio a la Mejor actriz en el XXV Festival de Cine de L'Alfàs del Pi por "Aquel no era yo"[5]